# Улица Фридриха Энгельса (Воронеж)
У́лица Фри́дриха Э́нгельса — улица в Центральном районе Воронежа.
Берёт своё начало от железной дороги рядом с железнодорожным вокзалом и заканчивается при пересечении с улицей 20-летия Октября. На своём протяжении дважды преломляется на перекрёстках с улицами Карла Маркса и 9 Января.
Некоторые дома (дом купца Мудрого, здание Дворянского собрания и другие) были утрачены во время Великой Отечественной войны. В конце XX века и в XXI веке не были отреставрированы и были снесены здания, представляющие историческую ценность: дом 26 (в 2005 году) , дом 66 (в 1986 году) и Воронежский хлебозавод (в декабре 2020 года).

## История
Улица начала складываться в первой половине 1770-х годов, когда жители Воронежа получили разрешение строить дома за городским валом. В результате появились новые кварталы разных размеров. Между ними по генеральному плану города 1774 года проложили улицу, на перекрестках с улицами Старой Московской (ныне ул. Карла Маркса) и Большой Девицкой (ныне ул. 9 Января) она делала повороты, вписываясь во всю новую обширную планировочную структуру города. В конце XVIII века улица называлась 1-й Дворянской линией, или просто 1-й линией. В XIX веке слово «линия» отпало. Улица именовалась 1-й Дворянской вплоть до 1870-х годов. Затем более употребительной стала другая нумерация Дворянских улиц, при которой описываемая улица числилась 2-й Дворянской. Одновременно, с конца XVIII века, её называли Малой Дворянской, а к началу XX века это название стало распространённым.
Современная улица названа в честь немецкого политика и философа Фридриха Энгельса (1829—1895). Переименование произошло 27 августа (9 сентября) 1918 года.

## Достопримечательности

### Дома 4 и 6
Здания построены в конце XIX — начале XX века для интендантского склада.

- Дома 4 (слева) и 6 (справа)

### Дом 8
Во время Великой Отечественной войны здание пострадало. При восстановлении реконструировано по проекту архитектора В. В. Севастьянова для общежития № 1 Воронежского государственного университета. Планировка здания почти не изменилась. Так как в послевоенном СССР стиль конструктивизм подвергался серьезной критике, то при новом проектировании здания архитектор решал задачу изменения стиля конструктивизм в сталинский ампир.

### Дом 12
Пятиэтажный жилой дом построен в 1958 году. Находится напротив Первомайского сада. На здании размещены памятные доски, сообщающие о том, что в нём жили Герои Советского союза Михаил Петрович Ренц, Петр Григорьевич Акулов и Александр Сергеевич Куманичкин.

### Дом (ул. Мира, 3)
Здание угловое. Своими фасадами выходит на улицу Мира, на площадь с памятником «Слава советской науке» и улицу Ф. Энгельса. Здание является типовым в ансамбле данного участка улиц Мира, Ф. Энгельса и улицы Феоктистова. Дома построены по проекту архитектора В. С. Левицкого.

### Первомайский сад
Напротив дома № 12 находится Первомайский сад.

### Монументально-декоративная композиция «Слава советской науке»
На кольце, организованном на пересечении улицы Фридриха Энгельса с улицей Феоктистова и улицей Мира, установлен металлический пилон «Слава советской науке».
Монументально-декоративное сооружение состоит из трёх вертикальных штырей с нанизанными на них шарами различного размера. Их обвивает лента, на которой написан популярный в советское время лозунг «Слава советской науке!». На металлических щитах у подножия сооружения изображены символы научной деятельности советских учёных : микроскоп, орбиты с электронами и ядрами, химические реторты, графики, обвивающая медицинскую чашу змея, серп и молот.
С точки зрения воронежского краеведа В. И. Кононова эту композицию нельзя называть памятником, потому что она не была установлена в честь какого-то события или какой-то личности. К тому же торжественного открытия тоже не было. Более правильно, по его мнению, это сооружение именовать монументально-декоративной композицией.

### Дом 7
В 1932 году на Проспекте Революции по проекту Николая Владимировича Троицкого был построен дом № 18 в стиле конструктивизма на углу улиц Ф. Энгельса и Улица Феоктистова. При его строительстве были разрушены хозяйственные постройки Воронежского дворца (здания XVIII века), которые выходили на улицу Ф. Энгельса. Во время Великой Отечественной войны дом был полностью разрушен. При восстановлении здание было фактически построено заново; к нему был пристроен дом (ул. Ф. Энгельса, 7). Здания были объединены в один архитектурный ансамбль в стиле сталинского ампира. Здание (Ф. Энгельса, 7) было увенчано 60-метровым деревянным шпилем, который в 2019—2020 годах был отреставрирован.
Здание жилое. Первые этажи используются под магазины и рестораною.

### Дом 13
Здание находится на перекрёстке с улицей Чайковского и построено в 1930-х годах. В нём в 1936 году жил О. Э. Мандельштам. В начале мая 1936 года здесь с Мандельштамом встречалась известный литературовед Э. Г. Герштейн. В ноябре 1936 года чета Мандельштамов переехала в дом на улице 27 февраля (ныне на улице Пятницкого).
В 1942 году бомбёжками здание было сильно разрушено. После окончания Великой Отечественной войны дом был восстановлен. Его внутренняя планировка была изменена.
Современное здание пятиэтажное, Г-образной формы, оштукатурено. Его декор выполнен в стиле классицизма. 15 января 1991 года в честь празднования 100-летия со дня рождения О. Э. Мандельштама на одной из стен дома была установлена первая в России мемориальная доска, которая посвящена поэту.

### Памятник О. Э. Мандельштаму и некрополь в парке «Орлёнок»
Напротив здания № 7 недалеко от границы улицы в парке «Орлёнок» установлена скульптура О. Э. Мандельштама (авторы — скульптор Лазарь Тазеевич Гадаев и архитектор Александр Гагкаев). Памятник был открыт 4 сентября 2008 года в канун 70-летия со дня смерти поэта.
Справа от памятника О. Э. Мандельштаму у тротуара улицы находится некрополь, который возник в сентябре 1919 года при захоронении в братской могиле на площади III-го Интернационала (бывшем кадетском плацу) пятьдесят красноармейцев, погибших в сражениях с Добровольческой армией у Кантемировки, а 14 декабря 1920 года — шесть чекистов, погибших в боях с Воронежской повстанческой дивизией. В июле 1930 года в братскую могилу были захоронены семь лётчиков 11-й авиационной бригады, погибших при испытательном полёте на новом самолёте ТБ-1, летящем по маршруту Воронеж-Москва-Саратов. Здесь также были захоронены генерал-лейтенант Павел Сергеевич Пшенников (в 1941 году) и командир 81-й стрелковой дивизии генерал-майор Василий Семёнович Смирнов (в 1942 году). На их могилах установлены чужие надгробные памятники с перебитыми именами. Рядом находится могила командира Воронежского добровольческого коммунистического полка Михаила Емельяновича Вайцеховского. Известны имена и многих других похороненных на территории детского парка «Орлёнок» вдоль современной улицы Ф. Энгельса. После поисковых исследований объединения «Дон» в 2020 году было подтверждено, что реальные границы некрополя не совпадают с обозначенными. Захоронения найдены на территории парка от его входа до памятников некрополя.

### Дом 15
Здание находится с отступом от основной линии строений улицы. Дом построен в 1911 году для больницы духовного училища (проспект Революции, 24). Дом двухэтажный, квадратной формы. Декор главного фасада выполнен с использованием мотивов русского стиля. Средняя часть торцовой стены увенчана треугольным щипцом. Вход в здание украшен вимпергом.

### Дом 19
Здание построено в 1913—1914 годах как трехэтажный доходный дом для купца А. Ф. Петрова. Автор проекта — архитектор М. Н. Замятнин. До строительства на этом месте был дом архитектора А. А. Кюи. Здания 21 и 19 образуют единый по стилю участок улицы. Композиция дома 19 усложненная в стиле неоклассицизма с элементами модерна. В северной боковой части фасада построена терраса, которая ограждена колоннами, поддерживающими балкон. Три ризалита увенчаны ступенчатыми аттиками c треугольными верхами. Балконы подчеркивают вертикальные композиционные боковые и центральную оси. В южной (правой) оси расположен вход во двор. Главный вход обрамлён портиком c колоннами, которые поддерживают средний балкон. Верхняя часть фасада декорирована женскими скульптурами, венками, гирляндами и растительным орнаментом.
В 1920-е годы дом использовался губернским отделом народного образования. В начале XXI века в здании находится филиал областного противотуберкулезного диспансера имени С. Н. Похвисневой.

### Дом 21
Трёхэтажное кирпичное здание построено в 1913—1914 годах как доходный дом для камергера директора Воронежского отделения Императорского русского музыкального общества Митрофана Михайловича Сомова на купленном им участке земли усадьбы дворянина Бабанина. Автор проекта инженер П. И. Медведев. Дома 19 и 21 образуют единый по стилю участок улицы. Здание 21 построено в стиле модерн, который часто использовался при возведении доходных домов того времени. У дома нет парадного подъезда, обычно присутствующего у доходных домов. Предположительно, это свидетельствует о перестройке здания.
В январе 1917 года дом был продан мещанину Я. В. Письменному. В 1920-е годы в нём находился губернский отдел здравоохранения.
В настоящее время дом жилой, нижние этажи используются магазинами.

### Дом 22
Здание построено в 1912—1913 годах на участке бывшего сада усадьбы вблизи 3-й Дворянской (современной Никитинской улицы). Домом владела жена капитана В. Ф. Новикова.
В 1913—1917 годах здание использовалось контрольной палатой. После окончания гражданской войны в доме работали учреждения городского отдела коммунального хозяйства. Во время Великой Отечественной войны здание было разрушено. После окончания немецкой оккупации дом восстановлен; в нем разместился областной военный комиссариат.
Здание расположено фасадом вдоль улицы Фридриха Энгельса. Фасад продольный и симметричный. Дом декорирован в стиле классицизма. Центральная часть трехосная; на втором этаже она подчеркнута балконом, на третьем — аркой. Верхняя центральная часть здания украшена аттиком. Объединение второго и третьего этажей выполнено с помощью пилястр.

### Дом 24
Здание построено в 1965 году на территории утраченного усадебного дома XIX-го века потомственного дворянина надворного советника Владимира Ефстафьевича Лофицкого, который был городским главой Воронежа с 1887 по 1888 год. До 2005 года сохранялся флигель усадьбы.

### Дом 23
Здание построено в 1911—1912 годах для мужской гимназии на участке и на средства жены генерал-майора С. М. Морозовой. Автор проекта техник-архитектор П. И. Медведев. Каменные работы выполнены под руководством подрядчика А. Н. Калинина.
Открытие гимназии как мужского частного учебного заведения первого разряда с курсом классической гимназии состоялось 1 сентября 1912 года. Гимназия считалась образцовой. В здании были организованы 10 классных комнат, актовый зал, гимнастический зал, зал для рисования, физический кабинет и столовая. В ней могли обучаться вначале 100 человек. В 1913 году к зданию была осуществлена одноэтажная пристройка, а здание перестроили в угловое.
В 1913—1917 годы в здании размещался сельскохозяйственный институт имени Петра Великого, первое высшее учебное заведение в Воронеже.
Во время Великой Отечественной войны здание пострадало. Восстановлено и реконструировано по проекту архитектора Б. Н. Зотова.
Здание используется средней школой № 28.
На здании со стороны улицы Фридриха Энгельса размещена мемориальная доска в память о Б. Л. Васильеве, мемориальная доска Ю. Д. Гончарову.

### Дом 25
Здание построено в 1883 году в стиле эклектики в качестве флигеля к несохранившемуся основному дому. Во дворе остались дворовые службы, которые используются как сарай. Зданием владел потомственный почётный гражданин гласный городской думы и председатель Сиротского суда В. И. Титов, принадлежащий к известному купеческому роду. Семья Титовых стала известна фабричным производством в конце XVIII — начале XIX века. В последние годы жизни В. И. Титов занимался страховым делом и общественной деятельностью.
Вначале флигель был двухэтажным. Со стороны двора был мезонин. Позднее здание было надстроено третьим этажом. Карнизы декорированы фризами.
В 1920-е годы флигель использовался Воронежским уездным исполкомом.

- Дом В. И. Титова (ул. Ф. Энгельса, № 25)

### Дом 26
Дом 26 был построен во второй половине 1870-х годов как флигель усадьбы поручика Алексея Петровича Иванова. Проекты основного дома (ул. Никитинская, 5) и одноэтажного флигеля выполнены архитектором В. Н. Шебаниным.
В 1880-х годах усадьба была разделена между двумя собственниками. Владельцем той части, которая примыкает к ул. Ф. Энегльса, стал потомственный дворянин надворный советник Владимир Ефстафьевич Лофицкий, который был
городским головой Воронежа с 1887 по 1888 год. По его распоряжению флигель был перестроен; в 1890 году у него появился второй этаж.
В 2005 году здание было снесено. В 2009 году описание дома было включено в материалы Свода памятников культуры и истории Российской Федерации, подготовленных в результате многолетних исследований недвижимого имущества историко-культурного наследия города Воронежа под руководством доктора культурологии Э. А. Шулеповой.

### Дома 29, 31а
Дома являются частично сохранившимся комплексом зданий Воронежского уездного земства, построенном в середине XIX века. Двухэтажное здание (№ 29) было возведено в первой половине XIX века.
Воронежское уездное земство купило дом с флигелями у жены чиновника Н. Даниловой в 1869 году. С 1869 года до 1890 года двухэтажное здание (№ 29) использовалось уездным съездом судей, а с 1890 года — совместно с земскими начальниками, которые управляли Воронежским уездом. В конце XIX — начале XX века комплекс был расширен.
Во время Великой Отечественной войны дома (29 и 31а) пострадали частично, остальные здания комплекса были разрушены. При восстановлении их объём был сохранён. Дом № 29 надстроили третьим этажлм. Элементы его декора восстанавливать не стали. Стены дома отштукатурили под «шубу».

### Дом 31
До 1881 года на этом участке располагалось деревянное здание
, использовавшееся Воронежской Николаевской женской прогимназией (женским трёхклассным училищем 2-го разряда). Участок для учебного заведения был подарен почётным гражданином города А. И. Нечаевым.
Кирпичное здание вместо деревянного было построено в 1897—1898 годах. Его проект разработал архитектор Александр Михайлович Баранов. Открытие прогимназии в новом здании состоялось 26 августа (7 сентября) 1863 года. В 1865 году прогимназия стала называться Воронежским женским училищем имени великого князя цесаревича Николая Александровича, а в 1870 году — Воронежской Николаевской женской прогимназией. С 1877 года в прогимназии стало возможно учиться и в четвёртом классе. Воронежская Николаевская женская прогимназия была предназначена для обучения детей всех сословий. Финансировалась из бюджетов Воронежа и губернского земства. Деньги также выделялись министерством народного просвещения. Принимались пожертвования.
Современное здание находится на расстоянии 100 м от улицы. В нём располагается Областной центр лечебной физкультуры и спортивной медицины.
|  |  | Начало XX века | 2015 год |

### Дом № 35 (дом М. А. Мануйлова)
В первой половине XIX века здание на этом участке было построено как одноэтажный дом в стиле классицизма. В 1908 году владелец усадьбы пристроил слева одноэтажный флигель. Позднее два дома были объединены в одно здание; был настроен второй этаж. Стиль основного фасада — неоклассицизм с элементами модерна.

### Ул. Среднемосковская, 12
Известно, что здание в 1858 году уже существовало, его владельцем был мещанин из Боброва А. С. Шухмин.
В 1942—1943 годах часть здания, располагавшаяся вдоль ул. Фридриха Энгельса, была укорочена.

### Дом № 52
Современное здание № 52 объединяет четыре дома.

#### Правый дом
Известная информация о правом доме относится к первой половине XIX века .

#### Два средних дома
Два средних здания построены в первой половине XIX века как жилые дома усадьбы, первым хозяином которой до 1870 года был статский советник П. С. Богданов. С середины 1870-х до середины 1900-х годов усадьба принадлежала купцам Ерохиным. В 1870-х годах здания арендовали крестьяне Щербаковы, используя их как постоялый двор.

#### Левый дом
Левый дом был построен в конце 1870-х годов — в начале 1880-х годов вдоль рядов Щепной площади (ныне застроенной). Владельцем был мещанин А. В. Андрианов. Проект дома разработан в 1879 году. На документе стоит подпись чертёжника Гавриила Пучкова. А. В. Андрианов использовал дом в качестве постоялого двора.

### Дом 59
Перед началом строительства современного здания на территории вокруг него были проведены археологические раскопки под управлением эксперта И. В. Федюнина.
В современном здании находится пекарня.

### Дом 53
Здание построено в 1836 году на территории усадьбы взамен старого. Кашкины стали владельцами усадьбы с 1837 года.

### Дом 60
Основная часть дома — здание постоялого двора крестьян Полежаевых. Правая небольшая часть дома — сохранившиеся остатки здания купца Д. П. Мудрого.

### Дом 66
Дом построен на месте здания конца XIX века, снесенного в 1986 году. В здании находится торговый центр.

### Дом 88
Здание бывшего воронежского хлебозавода № 1 построено в XIX веке.
Во время Великой Отечественной войны было частично разрушено. Восстановлено пленными немцами.
Здание завода было включено в материалы Свода памятников культуры и истории Российской Федерации, подготовленных в результате многолетних исследований недвижимого имущества историко-культурного наследия города Воронежа под руководством доктора культурологии Э. А. Шулеповой и опубликованные в 2009 году. В октябре 2020 года было включено в перечень объектов, обладающих признаками культурного наследия. В декабре 2020 года снесено компанией «Выбор». Здание являлось последним зданием одной из нескольких паровых мельниц, существовавших в Воронеже.